# Islands Fußballer des Jahres
Islands Fußballer des Jahres (isländisch Knattspyrnumaður ársins) ist eine isländische Auszeichnung im Fußball, die an den besten isländischen Spieler verliehen wird.

## Geschichte
Erstmals verliehen wurde der Titel 1973 an Guðni Kjartansson. Anfangs konnte die Auszeichnung sowohl an männliche als auch an weibliche Spieler verliehen wurden. 1994 wurde mit Ásta Breiðfjörð Gunnlaugsdóttir zum ersten und einzigen Mal eine Frau mit dem Titel ausgezeichnet. 
Seit 1997 gibt es für Fußballspielerinnen eine eigene Auszeichnung, Knattspyrnukona ársins (Islands Fußballerin des Jahres).
1989 gewann erstmals ein im Ausland aktiver Spieler, nämlich der bei Brann Bergen in Norwegen spielende Ólafur Þórðarson, die Auszeichnung. Seit 1997 wurde der Titel nicht mehr an Spieler aus der isländischen Liga verliehen.
2004 wurde der Wahlmodus geändert. Bis dahin hatte der isländische Fußballverband die auszuzeichnenden Spieler bestimmt. Seit 2004 wird der beste Spieler von einem Gremium aus Funktionären, Trainern und ehemaligen Spielern gewählt.

## Titelträger
- 2024: Orri Steinn Óskarsson
- 2023: Hákon Arnar Haraldsson
- 2022: Hákon Arnar Haraldsson
- 2021: Kári Árnason
- 2020: Gylfi Þór Sigurðsson
- 2019: Gylfi Þór Sigurðsson[1]
- 2018: Gylfi Þór Sigurðsson[2]
- 2017: Gylfi Þór Sigurðsson
- 2016: Gylfi Þór Sigurðsson
- 2015: Gylfi Þór Sigurðsson
- 2014: Gylfi Þór Sigurðsson
- 2013: Gylfi Þór Sigurðsson[3]
- 2012: Gylfi Þór Sigurðsson[4]
- 2011: Heiðar Helguson[5]
- 2010: Gylfi Þór Sigurðsson[6]
- 2009: Eiður Guðjohnsen
- 2008: Eiður Guðjohnsen[7]
- 2007: Hermann Hreiðarsson
- 2006: Eiður Guðjohnsen
- 2005: Eiður Guðjohnsen
- 2004: Eiður Guðjohnsen
- 2003: Eiður Guðjohnsen
- 2002: Rúnar Kristinsson
- 2001: Eiður Guðjohnsen
- 2000: Hermann Hreiðarsson
- 1999: Eyjólfur Sverrisson
- 1998: Eyjólfur Sverrisson
- 1997: Hermann Hreiðarsson
- 1996: Ólafur Adolfsson
- 1995: Birkir Kristinsson

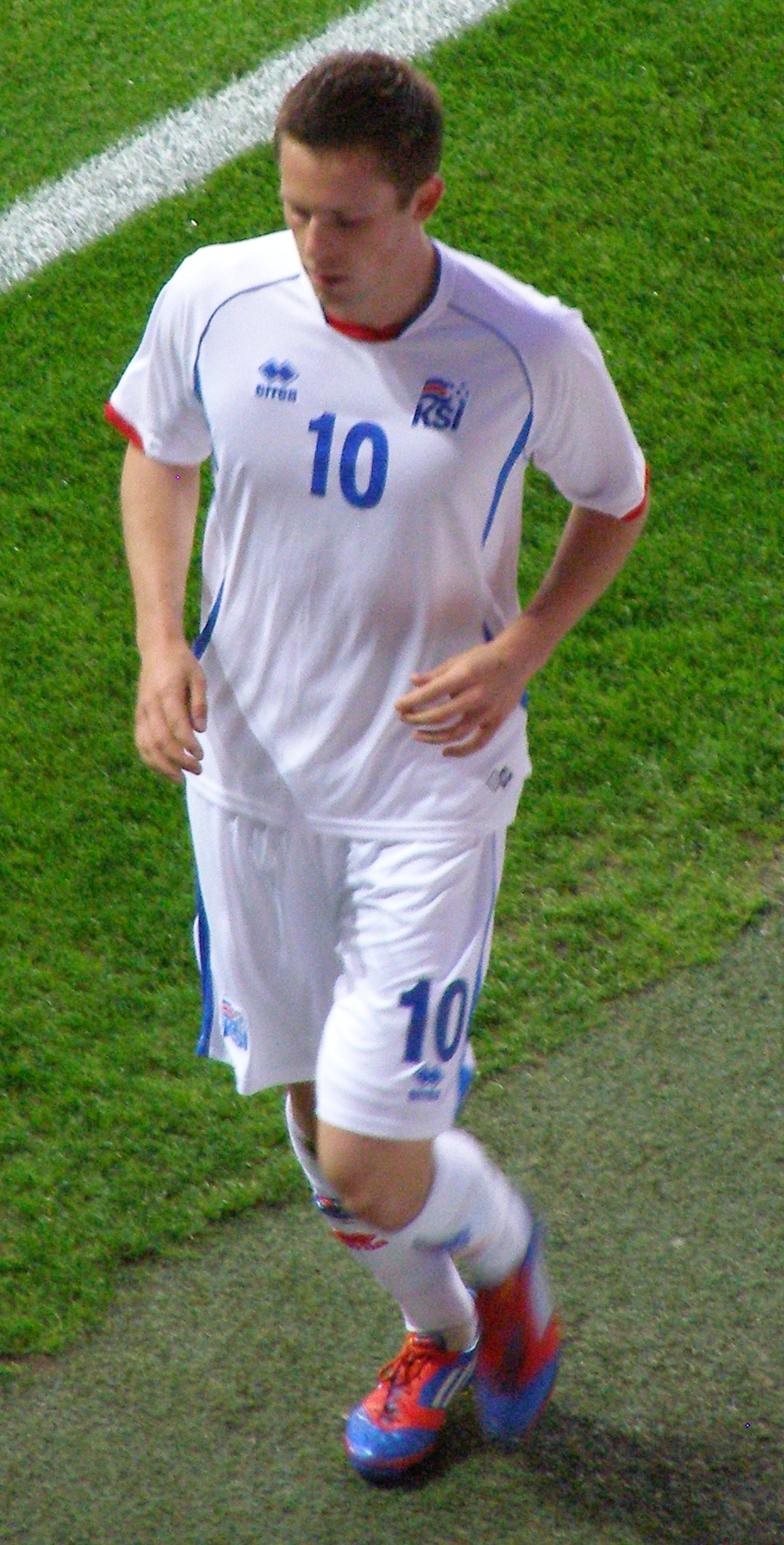
Der Rekordtitelträger Gylfi Þór Sigurðsson im Trikot der Nationalmannschaft

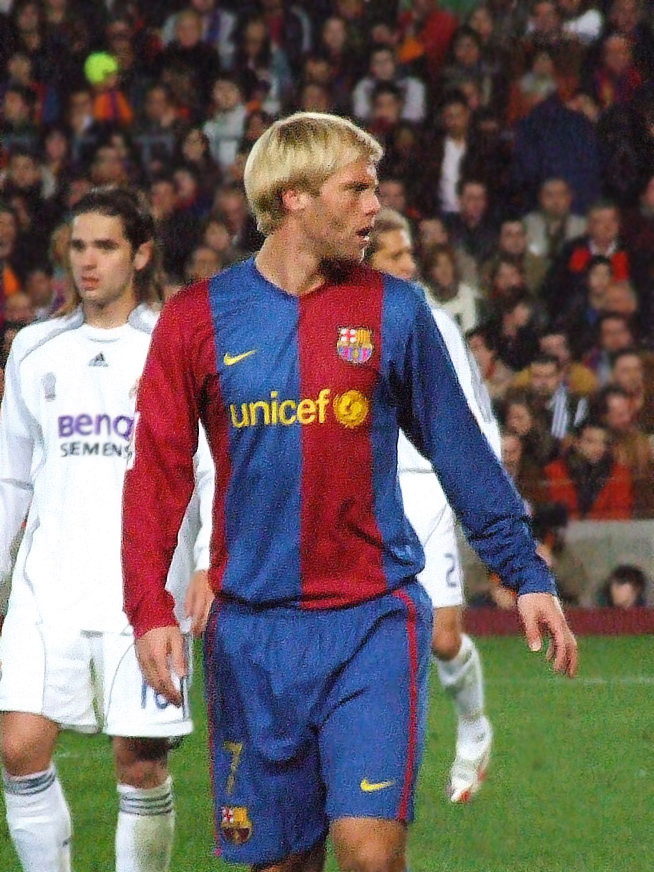
Der frühere Rekordtitelträger Eiður Guðjohnsen, hier im Trikot des FC Barcelona, wurde bisher siebenmal ausgezeichnet

- 1994: Ásta Breiðfjörð Gunnlaugsdóttir
- 1993: Sigurður Jónsson
- 1992: Arnar Gunnlaugsson
- 1991: Eyjólfur Sverrisson
- 1990: Bjarni Sigurðsson
- 1989: Ólafur Þórðarson
- 1988: Sævar Jónsson
- 1987: Pétur Ormslev
- 1986: Guðmundur Torfason
- 1985: Guðmundur Þorbjörnsson
- 1984: Bjarni Sigurðsson
- 1983: Sigurður Jónsson
- 1982: Þorsteinn Bjarnason
- 1981: Guðmundur Baldursson
- 1980: Matthías Hallgrímsson
- 1979: Marteinn Geirsson
- 1978: Karl Þórðarson
- 1977: Gísli Torfason
- 1976: Jón Pétursson
- 1975: Árni Stefánsson
- 1974: Jóhannes Eðvaldsson
- 1973: Guðni Kjartansson